# Karma Coach Works
Karma Coach Works Ltd. war ein US-amerikanischer Hersteller von Automobilen.

## Unternehmensgeschichte
Das Unternehmen wurde am 16. Oktober 1974 in Costa Mesa in Kalifornien gegründet. Die Produktion von Automobilen und Kit Cars lief laut zweier Quellen bereits ab etwa 1972. Der Markenname lautete Karma Coachworks. 1979 endete die Produktion.
Heartland Glassworks setzte die Produktion eines Modells unter eigenem Markennamen fort.

## Fahrzeuge
Das einzige Modell war der Manx SR-2. Die Rechte dazu wurden von Meyers Manx erworben. Das Fahrzeug ähnelte einem VW-Buggy. Neben dem üblichen offenen Aufbau stand auch ein Coupé mit Türen im Stil des Lamborghini Countach im Sortiment.